# Реймон Бернар
Реймо́н Берна́р (фр. Raymond Bernard; 10 жовтня 1891, Париж, Франція — 12 грудня 1977, та же) — французький кінорежисер, сценарист та актор, чия кінокар'єра тривала понад 40 років.

## Біографія
Реймон Бернар народився 10 жовтня 1891 року в Парижі. Він був молодшим сином письменника Трістана Бернара і брат драматурга Жан-Жак Бернар. Свою кар'єру він почав як актор, з'являючись на сцені в постановках п'єс, написаних його батьком, у тому числі «Жанна Доре» (1913) разом з Сарою Бернар. У 1917 році Бернар почав працювати в кіно помічником Жака Фейдера на студії «Гомон», а потім продовжив як режисер, головним чином адаптуючи для кіно п'єси свого батька.
У 1924 році Реймон Бернар започаткував новий стиль фільму — історичне видовище, поставивши стрічку «Диво вовків» (фр. Le Miracle des loups), дія якого відбувається у Франції XV століття за часів правління Людовика XI. Стрічка стала не тільки найдорожчим фільмом того часу, але й однією з найдохідніших. Здатність Бернара поєднувати драматичну розповідь з розлогою постановкою та великою кількістю виконавців була використана у двох наступних його фільмах періоду кар'єри в німому кіно, «Шахіст» (1927) та «Тараканова» (1930).
Кінокар'єра Реймона Бернара в еру звукового кіно тривала впродовж майже трьох десятиліть. Подальші його масштабні постановки включали його фільм про Першу світову війну, «Дерев'яні хрести» (1932), та трисерійну кіноадаптацію роману Віктора Гюго «Знедолені», що тривала майже п'ять годин екранного часу. У своїх пізніх фільмах Бернар повернувся до більш скромних проектів і бюджетів, включаючи кілька витончених комедій. Під час окупації Франції в роки Другої світової війни Бернар, як єврей, був змушений переховуватися, а його кінематографічна кар'єра припинилася до кінця війни.
Реймон Бернар завершив кінематографічну кар'єру в 1958 році, але в 1970-х роках, коли йому було 80 років, він зміг контролювати реконструкцію «Знедолених», яка була суттєво скорочена в 1940-х роках для зручності кінопрокату. У 1977 році, незабаром після трансляції майже повної версії фільму французьким телебаченням, Бернар помер у віці 86 років.

## Фільмографія (вибіркова)
| Рік  | Назва українською             | Оригінальна назва                      | Режисер | Сценарист |
| ---- | ----------------------------- | -------------------------------------- | ------- | --------- |
| 1917 | Бездонний яр                  | Le ravin sans fond                     | Так     |           |
| 1918 | Джентльмен комерсант          | Le gentilhomme commerçant              | Так     |           |
| 1918 | Лікування гикавки             | Le traitement du hoquet                | Так     |           |
| 1919 | Маленьке кафе                 | Le petit café                          | Так     | Так       |
| 1920 | Таємниця Розетти Ламбер       | Le secret de Rosette Lambert           | Так     |           |
| 1924 | Диво вовків                   | Le miracle des loups                   | Так     | Так       |
| 1927 | Шахіст                        | Le joueur d'échecs                     | Так     | Так       |
| 1930 | Тараканова                    | Tarakanova                             | Так     |           |
| 1931 | Монмартр                      | Faubourg Montmartre                    | Так     | Так       |
| 1932 | Дерев'яні хрести              | Les croix de bois                      | Так     | Так       |
| 1934 | Знедолені                     | Les misérables                         | Так     | Так       |
| 1934 | Тартарен із Тараскона         | Tartarin de Tarascon                   | Так     | Так       |
| 1935 | Коханці і злодії              | Amants et voleurs                      | Так     | Так       |
| 1936 | Анна-Марія                    | Anne-Marie                             | Так     |           |
| 1936 | Винний                        | Le coupable                            | Так     |           |
| 1937 | Марта Рішар на службі Франції | Marthe Richard au service de la France | Так     |           |
| 1938 | Я була авантюристкою          | J'étais une aventurière                | Так     |           |
| 1938 | Кавалькада кохання            | Cavalcade d'amour                      | Так     |           |
| 1939 | Заручники                     | Les otages                             | Так     |           |
| 1946 | Друг прийде сьогодні ввечері  | …Un ami viendra ce soir…               | Так     | Так       |
| 1946 | Прощавай, любий               | Adieu chérie                           | Так     | Так       |
| 1948 | Якби молодість знала          | Si jeunesse savait…                    |         | Так       |
| 1949 | Майя                          | Maya                                   | Так     | Так       |
| 1949 | Божий суд                     | Le Jugement de Dieu                    | Так     | Так       |
| 1951 | Мис Надії                     | Le cap de l'espérance                  | Так     | Так       |
| 1953 | Дама з камеліями              | La dame aux camélias                   | Так     | Так       |
| 1953 | Красуня з Кадіса              | La belle de Cadix                      | Так     | Так       |
| 1955 | Плоди літа                    | Les fruits de l'été                    | Так     | Так       |
| 1957 | Сьома заповідь                | Le septième commandement               | Так     |           |
| 1958 | Електрична вдова              | Le septième ciel                       | Так     | Так       |

Актор
- 1915 : Жанна Доре / Jeanne Doré — Жак Дор
- 1924 : Диво вовків / Le miracle des loups — шахіст

## Визнання
| Рік                                    | Категорія                                    | Фільм      | Результат |
| -------------------------------------- | -------------------------------------------- | ---------- | --------- |
| Венеційський міжнародний кінофестиваль |                                              |            |           |
| 1936                                   | Кубок Муссоліні за найкращий іноземний фільм | Анна-Марія | Номінація |